# Black Panther: Wakanda Forever
Pour les articles homonymes, voir Black Panther.
Pour les articles homonymes, voir Wakanda.
Série l'univers cinématographique Marvel
Thor: Love and Thunder
(2022) Ant-Man et la Guêpe : Quantumania
(2023)
Série Black Panther
Black Panther
(2018)
Pour plus de détails, voir Fiche technique et Distribution.
Black Panther: Wakanda Forever, ou Black Panther : Longue vie au Wakanda au Québec est un film de super-héros américain coécrit et réalisé par Ryan Coogler, sorti en 2022.
Il s'agit du trentième film de l'univers cinématographique Marvel et du septième et dernier de la phase IV.
L'idée d'une suite à Black Panther remonte à 2018, peu après la sortie du film. Les plans ont été remis en cause par la mort de l'acteur Chadwick Boseman en 2020, qui incarnait le personnage principal.
Le film débute après la mort du roi T'Challa alias Black Panther. Le Wakanda est en deuil et Ramonda a repris le siège royal avec l'aide de sa fille Shuri, des Dora Milaje et de M'Baku. Un an plus tard, alors que les regards des puissances internationales se montrent méfiantes envers le Wakanda qui régule l'accès au vibranium, un filon de ce précieux métal est repéré dans les fonds marins grâce à un détecteur encore en test. Namor, homme amphibie et souverain du royaume sous-marin de Talocan, menace de déclarer la guerre à la nation africaine, et Ramonda, Shuri et Okoye vont devoir compter sur leurs quelques alliés pour éviter un conflit mondial.

## Synopsis
En 2024, au Wakanda, Shuri cherche désespérément à synthétiser l'« herbe-cœur », dont tous les plants ont été détruits par Killmonger lors de sa prise de pouvoir, afin de l'utiliser pour soigner son frère T'Challa, qui est mourant des suites d'une maladie. Malheureusement, sa mère Ramonda lui apprend sa mort quelques minutes après.
Un an plus tard, en 2025, Ramonda, qui a repris le trône du Wakanda, se rend à l'Office des Nations unies à Genève pour dénoncer une attaque de soldats français contre une des bases avancées wakandaises à Ansongo, au Mali, pour s'approprier des ressources en vibranium. En effet, depuis que T'Challa a souhaité que le pays partage ses connaissances et technologies avec le reste du monde, les États-Unis et la France, principalement, accusent le Wakanda de ne pas tenir ses engagements. Elle avertit également les États membres qu'elle sait qu'ils cherchent à s'approprier du vibranium en dehors du Wakanda. Dans l'océan Atlantique, une équipe envoyée par la CIA et les SEAL et dirigée par le Dr Graham utilise un détecteur de vibranium lors d'une expédition vers un potentiel gisement de vibranium sous l'eau. Soudain, toute l'équipe de recherche est tuée par des êtres humanoïdes ayant une couleur de peau bleue. Graham qui pensait que le Wakanda était responsable de l'attaque, tente de s'enfuir à bord de l'hélicoptère du navire mais ce dernier est coulé par un individu volant.
De retour au Wakanda, Ramonda implore Shuri de poursuivre ses recherches sur l'herbe-cœur, dans l'espoir de créer une nouvelle Black Panther qui défendra le Wakanda, mais elle refuse car elle pense que Black Panther est une figure du passé. La nuit, alors que Ramonda brûle les vêtements qu'elle portait lors des funérailles de T'Challa pour symboliser la fin de son deuil et échoue à convaincre Shuri d'en faire de même, l'individu qui a coulé l'hélicoptère de Graham vient à leur rencontre, contournant facilement la sécurité avancée du Wakanda. Il se présente comme étant le souverain d'un royaume sous-marin très ancien nommé Talokan et déclare avoir de nombreux noms dont « K'uk'ulkan » ou encore « Namor ». Il leur explique qu'il a empêché l'extraction du vibranium sur son sol par les Américains et blâme le Wakanda pour avoir permis aux autres pays du monde de vouloir absolument piller les ressources de vibranium du Wakanda et de Talokan, mettant ainsi son peuple en danger. Namor leur demande de trouver la scientifique américaine qui a conçu le détecteur de vibranium de la CIA et de la lui livrer ou il attaquera le Wakanda. Il leur interdit également de parler à qui que ce soit de son existence et celle de Talokan en dehors du Wakanda.
Shuri et Okoye demandent de l'aide auprès de leur ami Everett K. Ross, travaillant à la CIA, pour trouver la scientifique qui a conçu le détecteur. Ce dernier leur révèle que la CIA accuse le Wakanda d'être à l'origine de l'attaque du bateau dans l'Atlantique et qu'il risque gros en les aidant. Il s'avère qu'il s'agit de Riri Williams, une jeune étudiante du MIT âgée de seulement 19 ans. Après avoir été repérées par le FBI, le groupe décide de prendre la fuite et réussit à se débarrasser d'eux grâce à Riri, qui a développé un exosquelette motorisé, inspiré de l'armure d'Iron Man. Le groupe est finalement attaqué par les subalternes de Namor, sa cousine Namora et Attuma. Alors qu'Okoye est sur le point d'être tuée, Shuri décide de se livrer à Namor en échange de la vie de la générale et de la jeune fille. Neutralisant Okoye, Attuma et Namora emmènent Shuri et Riri à Talokan.
De retour au Wakanda, Okoye, tenue responsable de l'enlèvement de Shuri, est déchue de son titre de générale des Dora Milaje par la reine Ramonda qui le fait endosser à Ayo, tandis que la CIA dont la directrice Valentina Allegra de Fontaine qui se trouve être l'ex-femme de Ross blâme une nouvelle fois le Wakanda pour la mort de policiers et pour l'enlèvement de Riri Williams. Retrouvant les perles kimoyos de Shuri, Ross entre alors en contact avec Ramonda qui avoue que les accusations contre le Wakanda sont fausses mais ne peut lui révéler l'existence de Namor. Cette dernière se rend auprès de Nakia, qui vit à Haïti depuis l'attaque de Thanos et lui demande de retrouver Shuri et Riri.
À Talokan, Shuri rencontre Namor qui lui offre un bracelet et lui raconte son histoire. En 1571, à Zamá, le peuple maya a découvert l'existence d'une plante sous-marine, riche en vibranium. Pour survivre face à l'épidémie de variole causée par les conquistadors espagnols, ils décidèrent de boire la plante et perdirent leur capacité de respirer à la surface, mais acquirent la faculté de respirer sous l'eau. La reine mère Fen, enceinte, refusa de boire l'extrait de la plante, par peur que cela ne fasse du mal à son bébé mais le shaman trouva un argument pour la convaincre. Une fois sous l'eau, elle donna naissance à Namor qui, grâce au pouvoir de la plante, a obtenu la capacité de respirer sous l'eau et à la surface et de pouvoir voler grâce à des ailes sur ses chevilles, devenant ainsi un mutant, assimilé au dieu K'uk'ulkan. En enterrant sa mère sur la terre natale qu'elle regrettait, Namor a découvert les horreurs que faisaient subir les Espagnols aux Mayas, et a depuis développé une haine pour le monde de la surface.
À la demande de Shuri, Namor accepte de lui faire visiter Talokan. Il lui propose une alliance avec le Wakanda contre le reste du monde pour l'anéantir. Mais comme il refuse d'épargner Riri, Shuri refuse catégoriquement. Namor part ensuite à la rencontre de Ramonda à Curral Velho, au Cap-Vert. La Reine lui annonce que les États-Unis leur imputent les actes de Talokan et se préparent à lancer une offensive contre le pays. Lorsqu'elle le menace de leur révéler son existence, Namor la menace en retour de la tuer, elle, Shuri et Riri si elle le fait. Pendant ce temps, Nakia réussit à localiser Shuri et Riri et le trio parvient à s'échapper. Mais pendant la fuite, Nakia tue une femme de Talokan et en blesse mortellement une autre que Shuri tente en vain de sauver. Considérant que le Wakanda a refusé sa proposition, Namor décide d'attaquer brutalement Birnin Zana, la capitale du Wakanda, provoquant la mort de Ramonda, noyée en sauvant Riri, sous les yeux de sa fille Shuri. Dès lors, celui-ci lance un ultimatum : si dans une semaine, le Wakanda refuse une nouvelle fois de se joindre à Talokan pour se dresser contre le monde de la surface, il le détruira. Face à Shuri effondrée, Namor l'incite à pleurer tous ses proches et lui annonce qu'elle est désormais la Reine du Wakanda. Peu de temps après les funérailles de la Reine, les Wakandais se rendent dans les montagnes, auprès du peuple des Jabari et de M'Baku tandis que Ross est arrêté par de Fontaine, pour avoir secrètement échangé des renseignements classifiés avec les Wakandais.
Shuri, en utilisant un extrait de la plante de Talokan présent dans le bracelet que Namor lui a offert, parvient à finaliser son herbe-cœur synthétique tandis que le Wakanda se prépare au combat. Shuri confie à Okoye une nouvelle armure, baptisée « Midnight Angel ». En retour, Okoye recrute Aneka pour la rejoindre. Riri développe quant à elle une nouvelle armure. Après avoir ingéré l'herbe, Shuri obtient les pouvoirs de Black Panther mais en entrant dans le Plan Ancestral, elle rencontre N'Jadaka alias Killmonger qui la pousse à admettre qu'elle veut les pouvoirs pour se venger comme lui l'a fait malgré les protestations de Shuri qui le tient pour responsable des morts de T'Challa et de Ramonda. À son retour, elle se dote d'une nouvelle combinaison et est acceptée par les autres tribus wakandaises. Malgré les conseils de M'Baku, Shuri est déterminée à se venger de la mort de sa mère Ramonda et ordonne une contre-attaque immédiate contre Namor en plein océan.
Le Wakanda utilise un nouveau navire, le Sea Leopard, pour tendre un piège à Namor en l'attirant lui et ses guerriers à la surface. Alors qu'ils sont sous l'eau, ils activent par inadvertance un détecteur de vibranium, et une bataille entre les peuples du Wakanda et de Talokan s'ensuit. Shuri réussit à enfermer Namor dans un vaisseau dans le but de le déshydrater et de l'affaiblir. Ce dernier réussit malgré tout à s'échapper et le vaisseau s'écrase sur une plage déserte. Au moment où les Wakandais tentent de battre en retraite, l'armée de Namor détruit l'émetteur sonique du navire wakandais. Shuri finit par prendre le dessus sur Namor, asséché et très affaibli, lorsqu'elle se rend compte des similitudes entre le Wakanda et Talokan. Après avoir eu une vision de Ramonda lui ordonnant de montrer à son adversaire qui elle est réellement, Shuri décide d'épargner la vie de Namor, l'incitant à se soumettre en échange d'une alliance pacifique avec le Wakanda, ce qu'il accepte. Namor et Shuri regagnent le Sea Leopard  pour annoncer à leurs peuples que la bataille est désormais terminée. Riri retourne à Boston mais doit malheureusement laisser sa nouvelle armure derrière elle. Plus tard, Okoye fait évader Ross.
À Talokan, Namora est déçue que Namor ait si facilement capitulé face à Shuri, mais Namor explique que Black Panther est la plus puissante personne de la plus puissante nation du monde de la surface et son empathie pour leur peuple est utile car le Wakanda n'a pas d'autres alliés dans le monde de la surface. Ainsi, lorsqu'il sera attaqué, le Wakanda se tournera vers Talokan qui sera en conséquence plus fort que jamais.
Shuri rend visite à Nakia à Haïti où elle brûle sa robe de cérémonie funéraire comme sa mère le voulait, permettant enfin de faire son deuil.
Scène inter-générique
Shuri apprend que Nakia et T'Challa ont eu un fils, Toussaint, que Nakia a élevé en secret loin de la pression du trône. Elle la rassure également en lui avouant que Ramonda l'a déjà rencontré. Toussaint révèle à Shuri que son nom wakandais est T'Challa.

## Fiche technique
Sauf indication contraire, les informations mentionnées dans cette section peuvent être confirmées par les bases de données cinématographiques IMDb et Allociné,  présentes dans la section « Liens externes ».
- Titre original : Black Panther: Wakanda Forever
- Titre québécois : Black Panther : Longue vie au Wakanda[1]
- Réalisation : Ryan Coogler
- Scénario : Ryan Coogler et Joe Robert Cole, d'après le personnage la Panthère noire créé par Stan Lee et Jack Kirby
- Musique : Ludwig Göransson
- Direction artistique : Marlie Arnold, Cameron Beasley, Laurel Bergman, Jason T. Clark, Kedra S. Dawkins, Lorin Flemming, Michael Allen Glover, Ron Mendell, Brad Ricker, Jesse Rosenthal et Mailara Santana
- Décors : Hannah Beachler et Lisa K. Sessions[2]
- Costumes : Ruth E. Carter
- Photographie : Autumn Durald Arkapaw
- Son : Steve Boeddeker, Dan Abrams, Brandon Proctor, Ryan Robinson, Daniel Tappan
- Montage : Jennifer Lame, Kelley Dixon et Michael P. Shawver (en)
- Production : Kevin Feige et Nate Moore
  - Production exécutive : Helen Pollak
  - Production déléguée : Victoria Alonso, Louis D'Esposito (es) et Barry H. Waldman
  - Coproduction : David J. Grant
- Sociétés de production[3] : Marvel Studios et Walt Disney Pictures
- Société de distribution : Walt Disney Studios Motion Pictures
- Budget : 250 millions de $[4]
- Pays de production :  États-Unis
- Langues originales : anglais, xhosa, maya, espagnol, haïtien, français
- Format[5] : couleur (ACES) - DCP Digital Cinema Package - 2,39:1 (Cinémascope) - son IMAX 6-Track | Dolby Digital | DTS | Dolby Atmos
- Genres : action, aventures, drame, fantastique, science-fiction
- Durée : 161 minutes
- Dates de sortie[6] :
  - France, Belgique, Suisse romande : 9 novembre 2022[7],[8],[9]
  - États-Unis, Québec : 11 novembre 2022[1]
- Classification[10] :
  - États-Unis : accord parental recommandé, film déconseillé aux moins de 13 ans (PG-13 - Parents Strongly Cautioned)[Note 2]
  - France : tous publics[11]
  - Belgique : potentiellement préjudiciable jusqu'à 12 ans (Mogelijk schadelijk voor kinderen onder de 12 jaar)[8],[12]
  - Suisse romande : interdit aux moins de 12 ans[13]
  - Québec : tous publics - déconseillé aux jeunes enfants (G - General Rating)[1]

## Distribution
- Letitia Wright (VF : Aurélie Konaté ; VQ : Catherine Brunet) : Shuri / Black Panther
- Lupita Nyong'o (VF : Fily Keita ; VQ : Catherine Hamann) : Nakia
- Danai Gurira (VF : Géraldine Asselin ; VQ : Julie Beauchemin) : Okoye / Midnight Angel
- Angela Bassett (VF : Maïk Darah ; VQ : Claudine Chatel) : reine Ramonda
- Tenoch Huerta (VF : Eilias Changuel ; VQ : Adrien Bletton) : Namor / K'uk'ulkan
- Winston Duke (VF : Asto Montcho ; VQ : Thiéry Dubé) : M'Baku
- Dominique Thorne (VF : Amélia Ewu ; VQ : Naïla Louidort) : Riri Williams / Ironheart
- Florence Kasumba (VF : Laëtitia Guedon ; VQ : Catherine Renaud) : Générale Ayo
- Michaela Coel (VF : Déborah Claude ; VQ : Marie-Evelyne Lessard) : Aneka / Midnight Angel
- Martin Freeman (VF : Julien Sibre ; VQ : François Sasseville) : Everett K. Ross (en)
- Julia Louis-Dreyfus (VF : Véronique Augereau ; VQ : Valérie Gagné) : Valentina Allegra de Fontaine, directrice de la CIA
- Mitzi Mabel Cadena : Namora
- Alex Livinalli (es) : Attuma
- Lake Bell (VF : Laëtitia Lefebvre ; VQ : Agathe Lanctôt) : Dr Graham
- Trevor Noah (VF et VQ : Sébastien Desjours) : Griot (voix)
- Michael B. Jordan (VF : Diouc Koma ; VQ : Christian Perrault) : N'Jadaka / Killmonger
- Richard Schiff (VQ : Marc Bellier) : ambassadeur des États-Unis à l'ONU
- Gigi Bermingham (VQ : Eloisa Cervantes) : ambassadrice de la France à l'ONU
- Isaach de Bankolé (VF et VQ : lui-même) : ancien de la tribu de la Rivière[14]
- Danny Sapani (VQ : Alexandre Daneau) : M'Kathu, ancien de la tribu de la Porte
- Dorothy Steel (en) (†) (VF et VQ : Danièle Hazan) : ancienne de la tribu marchande
- Connie Chiume (VQ : Florence Blain Mbaye) : ancienne de la tribu de la Mine
- María Mercedes Coroy : reine mère Fen, mère de Namor
- Zola Williams : Yama
- Janeshia Adams-Ginyard (en) : Nomble
- Robert John Burke : Smitty
- Kamaru Usman : amiral de la marine du Wakanda
- Anderson Cooper : lui-même
- Manuel Chavez : Namor, enfant
- Divine Love Konadu-Sun : Toussaint / Prince T'Challa (scène post-générique)
- Chadwick Boseman (†) : T'Challa / Black Panther  (hommage dans l’introduction des studios Marvel et flashbacks extraits du premier film)

Source : carton de doublage à la fin du film.

## Production

### Genèse et développement
Peu après la sortie de Black Panther, en février 2018, Kevin Feige — producteur et président de Marvel Studios — déclare qu'il y a de nombreuses autres histoires possibles autour du personnage de Black Panther et qu'il souhaite le retour de Ryan Coogler pour ces potentielles suites. De son côté, le cinéaste explique vouloir d'abord attendre de voir comment le personnage va évoluer au sein des prochains films de l'univers cinématographique Marvel. En mars 2018, Kevin Feige explique que le studio a une idée précise de la direction à prendre. Il est révélé peu après que Chadwick Boseman est en négociations pour apparaitre dans deux autres films sur Black Panther.
En novembre 2018, Letitia Wright est confirmée dans le rôle de Shuri. Le producteur confirme officiellement le film au San Diego Comic-Con 2019, alors que Martin Freeman confirme en août qu'il reprendra son rôle d'Everett K. Ross. Lors du D23, la date de sortie est fixée au 6 mai 2022. Kevin Feige déclare que Ryan Coogler a terminé le script.
L'acteur Chadwick Boseman décède le 28 août 2020 d'un cancer. Le réalisateur Ryan Coogler déclare qu'il n'était pas au courant de sa maladie, tout comme Kevin Feige et Marvel Studios. Plusieurs solutions sont évoquées dans la presse comme prendre un autre acteur pour le rôle-titre ou transmettre le costume au personnage de Shuri, comme dans les comics. En novembre 2020, la productrice déléguée Victoria Alonso (en) écarte toute idée d'utiliser une doublure numérique de l'acteur et déclare que le studio prend son temps pour trouver la bonne décision. Plus tard, Michael B. Jordan, Lupita Nyong'o, Winston Duke et Angela Bassett sont confirmés pour reprendre leur rôle, alors que Tenoch Huerta Mejía est évoqué pour incarner l'antagoniste principal.
En décembre 2020, Kevin Feige confirme que le rôle de T'Challa ne sera pas tenu par un autre acteur et que la suite explorera le monde et les personnages du premier film. La sortie américaine est alors fixée au 8 juillet 2022. En janvier 2021, Kevin Feige confirme que Chadwick Boseman ne sera pas présent via les effets spéciaux numériques.
En mars 2021, Ryan Coogler déclare qu'il est toujours en train d'élaborer le script et explique que travailler sans Chadwick Boseman est très difficile.
En mai 2021, Marvel Studios révèle que le film s'intitulera Black Panther: Wakanda Forever. En juillet 2021, Angela Bassett révèle que Joe Robert Cole (en), coscénariste du premier film, a également contribué à l'écriture de la suite.
En août 2021, Kevin Feige confirme que Dominique Thorne  fera sa première apparition à l'écran dans le rôle de Riri Williams dans le film, avant d'avoir sa propre série sur Disney+, prévue alors pour 2023. Cette dernière avait auditionné dans Black Panther pour le rôle de Shuri et Marvel Studios lui a dit qu'ils voulaient travailler avec elle dans un futur projet. La diffusion de la mini-série Ironheart sera finalement repoussée à 2025.

### Tournage
En avril 2021, Ryan Coogler révèle que le tournage aura lieu en Géorgie bien que le Sénat local ait votée une loi controversée qui restreint le droit de vote (en). Les prises de vues débutent le 29 juin 2021 dans les Trilith Studios près d'Atlanta, avec le faux-titre Summer Break,. Il a lieu également dans le Massachusetts, notamment à Worcester. Le tournage s'arrête de novembre 2021 à début 2022 à la suite de la blessure de l'actrice Letitia Wright.
Le tournage a repris début janvier 2022 à la suite du retour de Letitia Wright mais il est à nouveau interrompu, quelques semaines plus tard, en raison de plusieurs cas positifs au Covid-19 dont l'actrice Lupita Nyong'o. Officiellement le tournage s'est terminé le 24 mars 2022.

### Musique
- Chanson Lift Me Up[40]
  - Ecrite par Tems
  - Interprété par Rihanna
  - Producteur musical : Ludwig Göransson
  - Réalisateur musical : Ryan Coogler

## Musique
Bandes originales de l'univers cinématographique Marvel
Thor: Love and Thunder
(2022) Ant-Man et la Guêpe: Quantumania
(2023)
La musique du film est composée par Ludwig Göransson, qui avait déjà composé la musique du premier opus. L'album est sorti le 11 novembre 2022.
| 1.  | Nyana Wam                    | 4:00 |
| 2.  | We Know What You Whisper     | 2:36 |
| 3.  | Sirens                       | 3:56 |
| 4.  | Welcome Home                 | 2:11 |
| 5.  | Lift Me Up (Score Version)   | 1:13 |
| 6.  | He Wasn't There              | 1:24 |
| 7.  | Namor                        | 3:43 |
| 8.  | Lost to the Depths           | 1:30 |
| 9.  | Yucatán                      | 1:42 |
| 10. | Let Us Burn It Together      | 3:40 |
| 11. | This Will Mean War           | 2:10 |
| 12. | Namor's Throne               | 2:17 |
| 13. | Imperius Rex                 | 7:41 |
| 14. | Mama                         | 4:43 |
| 15. | Who Did You See?             | 3:13 |
| 16. | Wakanda Forever              | 2:36 |
| 17. | Blood for Blood              | 1:29 |
| 18. | Yibambe!                     | 7:26 |
| 19. | Sink the Ship                | 3:52 |
| 20. | It Could Have Been Different | 1:55 |
| 21. | Vengeance Has Consumed Us    | 4:05 |
| 22. | Alliance                     | 1:47 |
| 23. | T'Challa                     | 1:27 |

## Accueil

### Promotion
Le 24 juillet 2022, une première bande-annonce sort sur la plateforme YouTube juste après le San Diego Comic-Con. On peut y voir par exemple les Atlantes, Shuri, Riri Williams / Ironheart.
Le 3 octobre 2022, la seconde bande-annonce est diffusée et on y apprend officiellement qu'après T'Challa (Chadwick Boseman), la personne qui lui succédera sera une femme. On peut aussi voir le Namor / Dieu-Serpent à plumes ainsi que Riri Williams dans son armure d'Ironheart.

### Sortie
Initialement prévu le 6 mai 2022 puis le 8 juillet 2022, Black Panther: Wakanda Forever est finalement prévu aux États-Unis le 11 novembre 2022 et le 9 novembre 2022 en France.

### Accueil critique
Dans le monde anglo-saxon, le film recueille auprès de l'agrégateur Rotten Tomatoes la note de 84 % pour 379 critiques. Le site Metacritic donne lui la note de 67⁄100 pour 62 critiques.
En France, la presse est mitigée bien qu'elle penche plutôt positivement en faveur du long-métrage. Le site Allociné donne une note de 2,9⁄5, à partir de l'interprétation de 32 critiques de presse.

### Box-office
Pour son premier jour en France, Black Panther : Wakanda Forever réalise 243 470 entrées (dont 3 550 en avant-première). Le film se positionne en première place du box-office des nouveautés devant Couleur de l'incendie (43 809) et Armageddon Time (16 980). Au bout d'une première semaine d'exploitation, le long-métrage totalise 1 692 183 entrées pour une première place au box-office, devant Couleurs de l'incendie (302 030).
En semaine 2, le blockbuster réalise 725 543 entrées supplémentaires, pour une première place devant Couleurs de l'incendie (188 727). Black Panther réalise 392 564 entrées supplémentaires pour sa troisième semaine d'exploitation, toujours en position de tête, mais cette fois devant le biopic sur Simone Veil (201 751). En quatrième semaine, avec 241 476 entrées supplémentaires, Wakanda Forever réussit à franchir la barre symbolique des 3 millions d'entrées, toujours pour une première place au box-office, devant le drame français Le Torrent (153 920).
| Pays ou région        | Box-office        | Date d'arrêt du box-office | Nombre de semaines |
| --------------------- | ----------------- | -------------------------- | ------------------ |
| États-Unis Canada     | 453 829 060 $     | 16 mars 2023               | 18                 |
| France                | 3 743 149 entrées | 7 février 2023             | 13                 |
| Total hors États-Unis | +405 379 776, USD | -                          | -                  |
| Total mondial         | +859 208 836, USD | -                          | -                  |

### Polémiques
Le 12 février 2023, le ministre français des Armées Sébastien Lecornu « condamne fermement » la « représentation mensongère et trompeuse » des forces armées du pays dans une scène du film. Cette dernière met en scène des militaires, dont les uniformes ressemblent à ceux des soldats de l'opération Barkhane, s'agenouillant devant la reine du Wakanda ; cette dernière avertissant contre « des puissances mal intentionnées » qui spolient leurs ressources,. Le ministère des Armées ajoute : « il ne saurait y avoir de révisionnisme sur l'action récente de la France au Mali : nous sommes intervenus à la demande du pays pour lutter contre les groupes armés terroristes, loin de l'histoire racontée dans le film, à savoir une armée française qui vient piller ses ressources naturelles ».
Cette intervention s'inscrit dans un contexte d'une augmentation de la propagande russe au Sahel et particulièrement au Mali, liée à la présence du groupe Wagner dans cette région. L'opération Barkhane ayant pour objectif la lutte contre Al-Qaïda et l'État islamique au Mali avait pris fin en 2021 après le coup d'État de 2020.
Afin d'obtenir l'autorisation de sortie dans les cinémas du Koweït, une version spéciale censurée retirant à peu près 1 minute de film dont un baiser entre Aneka et Ayo est utilisé.

## Distinctions
Entre 2022 et 2023, le film Black Panther: Wakanda Forever a été sélectionné 185 fois dans diverses catégories et a remporté 41 récompenses,.

### Récompenses
- Golden Globes 2023 : meilleure actrice dans un second rôle pour Angela Bassett
- Oscars 2023 : meilleurs costumes

### Nominations
- Golden Globes 2023 : meilleure chanson originale pour Lift Me Up pour Ludwig Göransson, Rihanna, Ryan Coogler et Tems
- Oscars 2023 : 
  - meilleure actrice dans un second rôle pour Angela Bassett
  - meilleurs maquillages et coiffures
  - meilleurs effets visuels
  - meilleure chanson originale